# Abderrahim Ould Hadrami
Abderrahim Ould Hadrami (Chingueti, Mauritania, 1 de julio de 1953) es un diplomático mauritano.
Cursó sus estudios en la Universidad de Orleans (Francia) y en la Escuela Nacional de Administración de la Universidad de Nuakchot. Se incorporó al servicio del Ministerio de Asuntos Exteriores de Mauritania en 1975, pasando a ocupar destino en diferentes embajadas en el exterior: Francia, Senegal y Naciones Unidas en Nueva York. Fue destinado por vez primera en calidad de embajador como director de la Oficina para África, Asia y Organismos Internacionales en el Ministerio de Asuntos Exteriores; después, fue titular de las embajadas de su país en Canadá y Costa de Marfil, hasta que, en septiembre de 2007, fue nombrado representante permanente de su país en las Naciones Unidas.